# Arena 6ta. Sección
Arena 6ta. Sección är en ort i Mexiko.   Den ligger i kommunen Comalcalco och delstaten Tabasco, i den sydöstra delen av landet, 600 km öster om huvudstaden Mexico City. Arena 6ta. Sección ligger 13 meter över havet och antalet invånare är 1 158.
Terrängen runt Arena 6ta. Sección är mycket platt. Runt Arena 6ta. Sección är det ganska tätbefolkat, med 172 invånare per kvadratkilometer. Närmaste större samhälle är Cárdenas, 18,0 km söder om Arena 6ta. Sección. Trakten runt Arena 6ta. Sección består till största delen av jordbruksmark.